# جارد كوهن
جارد كوهن Jared Cohen (ولد 24 نوفمبر 1981 في وستون، كنتيكت) هو مدير غوغل للأفكار، وزميل منتسب في مجلس العلاقات الخارجية، ومؤلف غير روائي. وقد عمل سابقاً كعضو في طاقم تخطيط السياسات لوزيرة الخارجية ومستشار مقرب لكل من كوندوليزا رايس وبعدها هيلاري كلنتون. وكانت كوندوليزا رايس قد ضمته للوزارة كأصغر عضو في تاريخ الحكومة الأمريكية، وكان واحداً من القلائل الذين احتفظوا بمواقعهم بعد انتقال الوزارة إلى هيلاري كلنتون. وفي هذا المنصب، ركز على مكافحة الإرهاب والتطرف، وشئون الشرق الأوسط وجنوب آسيا والشباب والتكنولوجيا. وحسب مجلة النيويورك تايمز، فإن كوهن كان واحداً من المصممين الرئيسيين لما أصبح معروفاً باسم «صناعة الدول في القرن الحادي والعشرين 21st century statecraft.» وقبل عمله في وزارة الخارجية، حصل كوهن على البكالوريوس من جامعة ستانفورد وماجستير الفلسفة في العلاقات الدولية من جامعة أكسفورد، حيث كان دارس رودس. وفي سبتمبر 2010، اختارته هفنجتن بوست واحداً من 100 مغيـِّر للعبة game changers في ذلك العام، كما اختارته دڤكس Devex واحداً من أهم 40 شخصية في العالم تحت الأربعين. ويوصف بأنه مهندس الديموقراطية الرقمية والثورات المخملية. ويجيد اللغة العربية بطلاقة.

## النشأة
وُلِد في أسرة يهودية إصلاحية (غير متزمتة) في كنتيكت. وقد أقامت أسرته حفل بار متسڤاه عند بلوغه وحفظه بعضاً من التوراة، وكان حفلاً على طراز الستينات. ولا يذهب للكنيس بانتظام كل سبت، إلا أنه يصوم يوم كيپور ويذهب فيه للكنيس.
سافر باستمرار إلى العالم العربي وإيران والقرن الأفريقي. ويفخر بذكرياته حين اصطحبه اللواء منير مقدح من حركة فتح إلى مخيم المية مية للاجئين الفلسطينين بلبنان حيث أحاط به أنصار حماس لشكهم فأنه قد يكون أمريكياً بسبب لون بشرته. فيسألهم جارد عن رأيهم في الأمريكان واليهود. فرد عليه الحمساويون أنهم لو رأوا أمريكياً يهودياً فسيجزون رأسه. بالرغم من ذلك فقد تواصل جارد مع هؤلاء الشباب وسألهم عن أي وسائل التواصل الاجتماعي يفضلون وأي نوع من البنات يرونه جذاباً، وعن طموحاتهم لمستقبلهم الشخصي. وبعد أن توطدت علاقته مع هؤلاء الشباب صارحهم بجنسيته وديانته.
ويقول لو بدأت الحديث معهم بقولي «أنا يهودي، وأريد منك أن تشرح لي...» فإن ذلك لن ينجح. ولكن بطريقته البديلة «فقد أجبر هؤلاء الشباب على إعادة النظر في أفكارهم النمطية المسبقة عن اليهود.»
يتكلم العربية والفارسية والسواحيلية بطلاقة. حارس مرمى كرة قدم.
ويرى جارد نفسه بثلاث مكونات لشخصيته فهو شاب أمريكي يهودي.
ويعتبر جارد نفسه سفيراً لليهودية حيثما حل في بلد آخر. ويعترف أنه يذهب للصلاة أكثر حين يكون خارج الولايات المتحدة بدافع اهتمامه باليهود في الخارج، مثلما يفعل في سوريا.
وكشاب فهو يرى أن المنظمات الارهابية في العالم العربي، مثل حماس هي مثل عصابات الجريمة المنظمة في شيكاغو، تجتذب الشباب الباحثين عن عشيرة (رزق) وهدف وسلطة. وهو يرى أنه بدلاً من الحوارات العامة (غير المجدية)، فإنه يفضل دبلوماسية غرف المبيت (في المدن الجامعية) Dorm-room diplomacy.

## إيران
أجرت جمهورية إيران الإسلامية انتخاباتها الرئاسية العاشرة منذ تأسيسها في العام 1979. وبسرعة غير مسبوقة، أعلن وزير الداخلية الإيراني المسؤول عن الإشراف على العملية الانتخابية ومعالجة نتائجها، فوز الرئيس محمود أحمدي نجاد بـ 63 في المئة من الأصوات. أما أقرب منافسيه، رئيس الوزراء السابق مير حسين موسوي فقيل انّه حصل على نسبة تقل عن 34 في المئة. وقد صادق المرشد الأعلى للجمهورية الإسلامية آية الله علي خامنئي على فوز نجاد في إعلان أصدره بعد يوم واحد على عملية الانتخاب، عوضا عن مهلة الأيام الثلاثة المعهودة، فما كان من موسوي إلا أن سارع إلى الحديث عن تلاعب، زاعما أن الانتخابات زوّرت ووجّهت على نطاق واسع، ورافضا القبول بالنتائج الرسمية. هكذا، بعد أيام عديدة من الاحتجاجات الجماهيرية وأعمال العنف المرتبطة بها، أمر خامنــئي مجلس صيانة الدستور، وهو المثيل الإيراني للمحكمة العليا الأميركية، بإجراء إعادة فرز محدودة للأصوات، لتحديد ما إذا كانت هناك من مخالفات. وفيما يعتبر الإعلام الغربــي ومصادر المعــارضة الإيرانية أنّ هذه الخطوات تدل على حــدوث تزوير، ينبــثق تفسير آخر من كميات المعلومات المتناقلة على شبكة الإنترنت، والتي تبدو مغذية للأزمة. لا يمكن التقليل من أهمية شبكة الإنترنت في نقل وصياغة الأخبار الواردة من إيران.
ويؤكد تدخل جارد كوهن، من وزارة الخارجية الأميركية لدى مؤسس موقع تويتر، جاك دورسي، للإبقاء على خدماته في إيران، رغم حاجته لأعمال الصيانة الضرورية، الأهمية التي يعلقها المسؤولون الأميركيون على ما تقدمه المنابر الإعلامية الغربية من مصادر معلومات مقربة من المعارضة، خاصة وأن السلطات الإيرانية كانت قد أغلقت باقي منافذ الاتصالات بالخارج.

### مجموعة السياسات والعمليات الإيرانية-السورية (إيسوگ)
في العام 2008 أدار كوهين خطة قامت بها وزارة الخارجية تحت تسمية «تحالف الحركات الشبابية»، تركّز على كيفية استخدام المواقع الإلكترونية الاجتماعية مثل «فايسبوك»، كأداة لتعزيز التنظيمات والنشاطات الشبابية في أنظمة قمعية كالنظام الإيراني. وتزامن تنصيب كوهين مع تلقي وزارة الخارجية لمبلغ 75 مليون دولار مخصص لحملات إعلامية مناهضة لإيران ولمساندة القوى المعارضة للنظام داخل إيران وخارجها. كما تضمن دور كوهين في فريق التخطيط السياسي ابتكار أساليب جديدة في استعمال شبكة الإنترنت لأهداف مرتبطة بزعزعة الحكومة الإيرانية. وفي السياق ذاته، شارك كوهين في «مجموعة السياسات والعمليات الإيرانية-السورية» (إيسوگ)، وهي مجموعة مشتركة بين وكالات مسؤولة عن التخطيط والتنفيذ لأعمال سرية ضد إيران بهدف تغيير النظام. ما برح الالتزام الأميركي بتسهيل «ثورة مخملية» في إيران قائما منذ عام 2006. وقد ورثت إدارة الرئيس باراك اوباما سياسة «التغيير الناعم للنظام» هذه عن إدارة بوش، إلى جانب نشاطات سرية أخرى أكثر صلابة. وكانت إدارة اوباما (الخارجية)، التي تترأسها الوزيرة هيلاري كلنتون، تبنت علنا مقاربة أكثر عمليّة للعلاقات الخارجية، متخلية عن السياسات المحرّكة أيديولوجياً لإدارة بوش، وبالأخص تلك التي ترتكز على استخدام القوة لانجاز تغيير للنظام في طهران. ودافعت كلينتون عن استخدام ما وصفته بـ «القوة الذكية»، كما ساندت اوباما في دعوته غير المشروطة للقاءات إيرانية ـ أميركية. وتعرّفت وزيرة الخارجية إلى أعمال مجموعة «إيسوگ» والجهود التي يقودها جارد كوهين لاستخدام شبكة الإنترنت كأداة لتعبئة المعارضة في إيران، من خلال السفير ذي الخبرة الدبلوماسية الطويلة دنيس روس، الذي عمل مع إدارتي جورج بوش الابن وكلنتون، وعيّن مبعوثا خاصا لوزارة الخارجية الأميركية إلى إيران منذ فبراير 2009. وتعمل مجموعة «إيسوج» من خلال وسطاء أوروبيين على تحضير عملية في إيران تتبع نموذج الثورات «الناعمة» التي اندلعت في تشيكوسلوفاكيا وأوكرانيا ومناطق أخرى. وتهدف هذه العملية إلى تعبئة معارضة كافية داخل إيران لانجاز تغيير بحكم الواقع للنظام عبر إخراج الرئيس احمدي نجاد من المنصب الرئاسي، من خلال أصوات المقترعين في انتخابات يونيو 2009. ويعدّ السفير روس من الأعضاء المؤسسين لـ «معهد واشنطن لسياسات الشرق الأدنى» (وينپ)، وقد عمل مستشارا لدى هذه المنظمة منذ تركه الخدمة الحكومية العام 2000. وأصبحت أعمال جارد كوهين مألوفة لدى روس الذي ساعد في تسهيل محاضرة ألقاها الأول في شهر أكتوبر 2007 أمام الـ «وينيب» تحت عنوان: «النساء والشباب والتغيير في الشرق الأوسط». وكان موضوع كوهين المحوري هو ما أسماه «الديموقراطية الرقمية»، وهو مفهوم يقوم على أنّ الشباب في الشرق الأوسط «جاهزون بشكل خاص للتأثير الخارجي» عبر «ممرّات التكنولوجيا» كالفضائيات التلفزيونية والهواتف المحمولة وشبكة الإنترنت. ودافع روس الذي يعرض آراءه الداعمة لتغيير النظام في إيران في كتاب نشر مؤخرا تحت عنوان «أساطير، أوهام، وسلام: نحو اتجاه جديد من أجل السلام في الشرق الأوسط»، والذي شارك في كتابته زميله في الـ «وينيب» المحلل داڤيد ماكوڤسكي، عن إبقاء كوهين في وزارة الخارجية وعن المضي قدما في عملية «إيسوگ» الهادفة إلى تحريك الشباب داخل إيران في انتخابات يونيو 2009 الرئاسية، طالما لا يمكن إيجاد أي دلائل تربطها بالولايات المتحدة. قام روس بدور مهم في المساعدة على صياغة الخطاب الريادي الذي ألقاه اوباما في القاهرة يوم الرابع من يونيو 2009، الذي اعترف فيه للمرة الأولى، بالدور الذي قامت به وكالة الاستخبارات المركزية الأميركية «سي آي ايه»، في إسقاط رئيس الوزراء الإيراني محمد مصدق عام 1953. وقال اوباما «في خضم الحرب الباردة، لعبت الولايات المتحدة دورا في قلب حكومة إيرانية منتخبة ديموقراطيا»، مضيفا «لسنوات عديدة، عرّفت إيران نفسها جزئيا، عبر مناهضتها لبلادي، وهناك في الواقع تاريخ مضطرب بيننا». كانت كلمات اوباما مصممة للنأي بنفسه وبإدارته، عن أي اتهامات بمحاولة التأثير على انتخابات الثاني عشر من يونيو الرئاسية. كما جاء خطاب القاهرة، وإلى جانبه تصريح اوباما عقب انتهاء الانتخابات، بأنه «ليس من المثمر، بالنظر إلى تاريخ العلاقات الإيرانية الأمريكية» لرئيس أميركي، «أن يظهر متدخلاً. في الانتخابات الإيرانية»، ساعيا لإيجاد مسافة بين الرئيس وما شكّل منذ البداية حملة أميركية منظمة بعناية، للترويج لمير حسين موسوي الذي أخذت وسائل الإعلام تطلق عليه تسمية «البطل المفاجئ لحركة قوية يحرّكها الشباب» في إيران. لا يخفى ذلك الواقع عن طهران. فمنذ إعلان وزيرة الخارجية الأميركية السابقة كوندوليزا رايس، عن نيتها تمويل نشاطات خفية هدفها تغيير النظام الإيراني في العام 2006، والحكومة الإيرانية على أهبة الاستعداد أمام أي إشارات بالتحضير لـ«ثورة ناعمة» تتبع النموذج الغربي. وتبقي الحكومة الإيرانية، فوق الجبال المشرفة على شمال طهران، على مركز ضخم للتنصت الإلكتروني، حيث تراقب تلك الاتصالات الخلوية، والقنوات الفضائية، والتفاعلات على شبكة الإنترنت.

## سوريا
قام جارد كوهن، ممثلاً لوزارة الخارجية الأمريكية، بزيارة سوريا في خريف 2010، على رأس وفد من شركات التكنولوجيا الأمريكية، بينهم إنتل وجوجل. حيث زار عدداً من الجامعات، وطالب الحكومة السورية بإلغاء الحجب المفروض على مواقع الشبكات الاجتماعية. وأدلى بتصريح أن «جامعة القلمون هي أفضل مكان لتناول الفراپوتشينو».

## وزارة الخارجية، 2006-2010
عمل كوهن عضواً في طاقم تخطيط السياسات التابع لوزير الخارجية الأمريكي من 2006-2010. وقد التحق بالوزارة في عمر 24 سنة، الأمر الذي يجعله أصغر شخص يلتحق بمنصب رفيع في وزارة الخارجية. وكان واحداً من القلائل الذين احتفظوا بمواقعهم بعد انتقال الوزارة إلى هيلاري كلنتون، وساعد في تطوير ما صار معروفاً باسم «صناعة الدول في القرن 21.» ومنذ أبريل 2009، قاد كوهن وفوداً للتكنولوجيا، ركزت على ربط كبار التنفيذيين في شركات التكنولوجيا مع الزعامات المحلية في العراق وروسيا والمكسيك والكونغو وسوريا، بهدف تطوير مبادرات حديثة ومبتكرة. ولكوهن ثالث أكبر عدد من المتابعين لصفحته على تويتر في حكومة الولايات المتحدة، بعد باراك اوباما وجون مكين.

### علاقاته بالثورة المصرية
عقب قيام الثورة المصرية 2011 وفي 3 مارس قام مواطنون باقتحام مقرات مباحث أمن الدولة بعد مشاهدتهم لحرائق تندلع من بعض المبني التابعة لإدارة أمن الدولة في محافظات مختلفة. تم العثور على تقرير يخص الثورة المصرية، جاء في إحدى فقراته، اعترافات وائل غنيم القائم على إنشاء وإدارة صفحة كلنا خالد سعيد. ويقول التقرير إنه اعترف باطلاع أحد قيادات شركة جوجل الأمريكي من أصل يهودى ويدعى جارد كوهن بأمر إنشائه للصفحة المشار إليها منذ قرابة 6 أشهر لافتا إلى أن الأمريكي المذكور تردد على البلاد والتقى بغنيم يوم 27 يناير ليلة مظاهرة جمعة الغضب وأضاف التقرير:«الأمر الذي يرجح معه أن تكون تلك الشركة غطاء لأعمال استخباراتية خاصة عقب توسطها لدى وزارة الخارجية الأمريكية لإخلاء سبيل المذكور-أي غنيم- على الرغم من كونه لا يحمل الجنسية الأمريكية».
ويضع التقرير خطة لمعالجة أحداث ثورة 25 يناير حيث يوصى بوضع خطة إعلامية سريعة بالاستعانة بالبرامج الحوارية لإبراز دور جماعة الإخوان المسلمين في المخطط الذي يستهدف مصر مع التأكيد على صدق نوايا المتظاهرين ومشروعية مطالبهم تجنبا لزيادة حالة الاحتقان بالشارع.
ويرى التقرير أن استغلال التحقيقات التي ستجرى من حبيب العادلي وزير الداخلية السابق لتوجيه اتهام مباشر لجماعة الإخوان المسلمين ومجلس شوراها باعتبارهم القائمين على إثارة الفوضى أثناء المظاهرات ومهاجمة مقرات وزارة الداخلية والسجون ومكاتب وفروع جهاز أمن الدولة وسرقة محتوياتها.

## كتبه
ألف كوهن عدة كتب. أولهم كان مائة يوم من الصمت: أمريكا والتطهير العرقي في رواندا، الذي نشره في 2006 رومان وليتل‌فيلد، والذي يؤرخ لسياسة الولايات المتحدة تجاه رواندا أثناء ما سمي بالتطهير العرقي في 1994. كتابه الثاني كان أطفال الجهاد: أسفار شاب أمريكي بين شباب الشرق الأوسط، الذي نشرته پنگوين للكتب (گثم) في أكتوبر 2007 والذي نشرت نسخة صوتية منه وتُرجم إلى الهولندية والإيطالية. عمل كوهن في أطفال الجهاد أختير كأحد «أفضل كتب 2007.» كما ألف أيضاً «ثورة إيران السلبية: هل ماتت المقاومة السياسية في إيران؟ أم مازالت حية؟ (هوڤر دايجست)،» المعارضة الشابة في إيران: الشباب في غيران ما بعد الثورة (SAIS Review)، و«إعادة توجيه مضمار التطرف Diverting the Radicalization Track» (پوليسي رڤيو).

## غوغل
يعمل جارد كوهن حالياً مديراً لشركة غوغل للأفكار، وهو مكتب أفكار المبادرات العالمية داخل غوغل ويديره من نيويورك. ويقود كوهن مبادرات لتطبيق حلول تقنية لمشاكل يواجهها العالم الثالث. وقد كان في مصر أثناء مظاهرات 25 يناير 2011.

## وصلات خارجية
- جارد كوهن على موقع IMDb (الإنجليزية)
- جارد كوهن على موقع إن إن دي بي (الإنجليزية)

1. ↑  Google to open 'Google Ideas' global technology think tank/ نسخة محفوظة 07 يناير 2017 على موقع واي باك مشين.
2. ↑  
State Department Innovator Goes to Google نسخة محفوظة 11 نوفمبر 2014 على موقع واي باك مشين.
3. ↑  Twitter post by @jaredcohen 'After 4yrs @statedept, I'm pleased to begin my new job as Director of Google Ideas, a new think/do tank' نسخة محفوظة 05 أكتوبر 2016 على موقع واي باك مشين.
4. ↑  ويكلي ستاندارد - رابط ميت نسخة محفوظة 17 سبتمبر 2009 على موقع واي باك مشين.
5. ↑  Jessie Lichtenstein, "Condi's Party Starter" The New Yorker, November 5, 2007 نسخة محفوظة 31 مارس 2014 على موقع واي باك مشين.
6. 1 2  Digital Diplomacy - The New York Times نسخة محفوظة 11 أكتوبر 2017 على موقع واي باك مشين.
7. ↑  Jared Cohen
8. ↑  Jared Cohen | Speaker Profile and Speaking Topics نسخة محفوظة 31 يوليو 2017 على موقع واي باك مشين.
9. 1 2  Danielle Freni (2008-08-11). ""Children of Jihad" Author Jared Cohen". هيلل. مؤرشف من الأصل في 02 مايو 2013. اطلع عليه بتاريخ أكتوبر 2020. {{استشهاد ويب}}: تحقق من التاريخ في: |تاريخ الوصول= (مساعدة)